# Sandro Beretta
Sandro Beretta (* 24. Februar 1926 in Leontica; † 4. Februar 1960 in Acquarossa) war ein Schweizer Journalist und Schriftsteller.

## Leben
Er wurde als Sohn des Serafino, eines Angestellten der Biasca-Acquarossa-Bahn, und der Augustina Toschini geboren. Beretta wurde in Zürich zum Schneider ausgebildet. Später war er in der kantonalen Verwaltung tätig und arbeitete als Journalist für die Zeitung Il Lavoratore. Als Schriftsteller unternahm er den Versuch, die bäuerliche Lebenswelt in ihrer Urtümlichkeit in die italienische Sprache umzusetzen.

## Ausgewählte Werke
- E’ nato in casa d’altri, Gesù. In: Cenobio. Lugano 1963.
- L’aria dal basso. Edizioni Casagrande, Bellinzona 1983.
- Die armen Seelen der Chiara. Erzählungen. Limmat-Verlag, Zürich 1988.
- Nella immaginativa di infanzia e adolescenza. Il Cantonetto, Lugano 2002.
- Classici e dialetto (con Giovanni Orelli). Edizioni Ulivo, Balerna 2008.